# Marlborough (Missouri)
Marlborough é uma aldeia localizada no estado americano do Missouri, no Condado de St. Louis.

## Geografia
De acordo com o United States Census Bureau, a cidade tem uma área de 0,6 km², onde todos os 0,6 km² estão cobertos por terra.

### Localidades na vizinhança
O diagrama seguinte representa as localidades num raio de 4 km ao redor de Marlborough.

## Demografia
Segundo o censo nacional de 2010, a sua população é de 2 179 habitantes e sua densidade populacional é de 3 657,90 hab/km². É a localidade mais densamente povoada do Missouri. Possui 1 456 residências, que resulta em uma densidade de 2 444,19 residências/km².